# Gzilla
Gzilla era un navegador web libre bajo licencia GNU GPL desarrollado en lenguaje de programación C usando el framework GTK+. Su primera versión (0.0.1) fue publicada el 15 de mayo de 1997. Oficialmente, existieron versiones para varias versiones de Linux, OS/2, BSD, NEXTSTEP y Solaris. El espacio ocupado por el código fuente era menor a 300 KB. Su principal autor fue Raph Levien.
Las últimas versiones bajo el nombre Gzilla, lanzadas el 27 de septiembre de 1999, fueron la 0.3.8 como versión inestable y la 0.2.2 como versión estable. En ese mismo momento el proyecto fue renombrado como Armadillo para evitar confusiones con Mozilla.
Siguiendo la línea de versiones de Gzilla, la última versión de Armadillo fue la versión inestable 0.3.10, liberada el 30 de octubre de 1999. El proyecto Armadillo aparentemente ha sido abandonado.
Gzilla permitía guardar un listado de páginas favoritas en un formato compatible con el de Netscape Navigator, además de soporte para proxies. Por otro lado, no tuvo soporte para tablas, cambio de colores del texto o del fondo, marcos, Java y Javascript.
El navegador web Dillo es una bifurcación del código original de Gzilla/Armadillo que rescató y modificó el motor de renderizado de la versión de Gzilla 0.2.2.